# Neusiedl am See
Neusiedl am See (in ungherese: Nezsider) è un comune austriaco di 7 819 abitanti nel distretto di Neusiedl am See, in Burgenland, del quale è capoluogo e centro maggiore; ha lo status di città capoluogo di distretto (Bezirkshauptstadt).